# Heidi Treutler
Heidi Treutler (auch: Treutler-Morlock, * 28. Juli 1943 in Berlin) ist eine deutsche Schauspielerin und Synchronsprecherin.

## Leben
Die Tochter der 1905 geborenen deutschen Schauspielerin Toni Treutler hat schon als Kind (seit 1949) Synchronrollen gesprochen. Daneben ist sie als Sprecherin von Hörbüchern tätig und wirkt gelegentlich bei szenischen Lesungen mit.
Eine ihrer bekanntesten Synchronrollen ist die der Jeannie (gespielt von Barbara Eden) in der TV-Serie Bezaubernde Jeannie.
Heidi Treutler lebt in München.

## Synchronrollen (Auswahl)
Für Barbara Eden
- 1964: Heirate mich, Gauner! als Pia Pacelli
- 1965–1970: Bezaubernde Jeannie (Fernsehserie) als Jeannie
- 1979: Die Mädels im Büro als Lee Rawlins
- 1985: Die Rückkehr der bezaubernden Jeannie als Jeannie
- 1989: Wo bitte geht’s zum Militär? als Brenda Andersen
- 1991: Eine Jeannie sucht ihren Meister als Jeannie
- 1993: Augen des Todes als Jesse Newman
- 1994: Augen des Schreckens als Jesse Newman

Für Jane Fonda
- 1965: Cat Ballou – Hängen sollst du in Wyoming als Cat Ballou
- 1966: Die Beute als Renee Saccard
- 1969: Nur Pferden gibt man den Gnadenschuss als Gloria Beatty

Für Jill Clayburgh
- 1978: Zwei ausgebuffte Profis als Barbara Jane Bookman
- 1992: Auf der Suche nach dem Glück als Helen Odom
- 2009: Dirty Sexy Money (Fernsehserie) als Letitia "Tish" Darling

Für Anjelica Huston
- 1987: Der steinerne Garten als Samantha Davis
- 1999: Frauen unter sich als Agnes Browne
- 2003: Der Kindergarten Daddy als Miss Harridan

Für Elke Sommer
- 1969: Rollkommando als Linka Karensky
- 1992: The Thing – Gene außer Kontrolle als Helena Harrison

Für Charlotte Rampling
- 1984: Viva la Vie – Es lebe das Leben als Catherine Perrin
- 1986: Max mon amour als Margaret Jones

Für Cynthia Rothrock
- 1985: Ultra Force 2 als Carrie Morris
- 1986: Tage des Terrors als Cindy Si

### Filme
- 1964: Für Lynn Redgrave in Die Erste Nacht als Baba Brennan
- 1966: Für Joan Fontaine in Der Teufel tanzt um Mitternacht als Gwen Mayfield
- 1967: Für Joanna Pettet in Casino Royale als Mata Bond
- 1968: Für Sally Ann Howes in Tschitti Tschitti Bäng Bäng als Truly Scrumptious
- 1969: Für Stella Stevens in Haus der blutigen Hände als Ellen Hardy
- 1972: Für Ann-Margret in Brutale Schatten als Nancy Robson
- 1972: Für Karen Black in Portnoys Beschwerden als Mary Jane Reid
- 1973: Für Liv Ullmann in Vierzig Karat als Ann Stanley
- 1973: Für Diana Rigg in Theater des Grauens als Edwina Lionheart
- 1973: Für Gloria Hendry in James Bond 007 – Leben und sterben lassen als Rosie Carver
- 1974: Für Susan Flannery in Flammendes Inferno als Lorrie
- 1975: Für Candice Bergen in Der Wind und der Löwe als Eden Pedecaris
- 1976: Für Jill Ireland in Zwischen Zwölf und Drei als Amanda
- 1977: Für Mireille Darc in Der Fall Serrano als Francoise
- 1979: Für Joan Blondell in Der öffentliche Feind als Mamie
- 1979: Für Barbara Stanwyck in Die Zweite Mrs. Carroll als Sally Morton Carroll
- 1979: Für Leila Shenna in Moonraker – Streng geheim als Hostess auf der Apollo
- 1988: Für Fabienne Babe in Lärm und Wut als Lehrerin
- 1997: Für Susan Sullivan in Die Hochzeit meines besten Freundes als Isabelle Wallace
- 1998: Für Dana Ivey in Simon Birch – Der kleine Held als Großmutter Wenteworth
- 2007: Für Françoise Bertin in Zusammen ist man weniger allein als Paulette
- 2009: Für Jane Carr in Hannah Montana – Der Film als Lucinda

### Serien
- 1980: Für Daniela Kolářová in Luzie, der Schrecken der Straße als Frau Krause
- 1984: Niklaas, ein Junge aus Flandern als Freundliche Dame
- 2015: Für Julia McKenzie in Ein plötzlicher Todesfall als Shirley Mollison

## Als Schauspielerin (Auswahl)
- 1963: Das Kriminalmuseum (Folge: Die Nadel)
- 1964: Sie schreiben mit (Folge: Der Verdacht)
- 1974: Härte 10
- 1974: Der Herr Kottnik (13 Folgen)

## Hörspiele
- 1963: Herbert Asmodi: Die Harakiri-Serie – Regie: Hans-Dieter Schwarze (Kriminalhörspiel – BR/HR)